# Aschères-le-Marché
Aschères-le-Marché – miejscowość i gmina we Francji, w Regionie Centralnym, w departamencie Loiret.
Według danych na rok 1990 gminę zamieszkiwało 927 osób, a gęstość zaludnienia wynosiła 44 osoby/km² (wśród 1842 gmin Regionu Centralnego Aschères-le-Marché plasuje się na 426. miejscu pod względem liczby ludności, natomiast pod względem powierzchni na miejscu 621.).